# Clarin
Clarin é um município de  quinta classe de renda municipal (d) na província Bohol, nas Filipinas. De acordo com o censo de 1 de maio  de  2020 possui uma população de 21 158 pessoas e 5 114 domicílios.